# Alexander Macleay

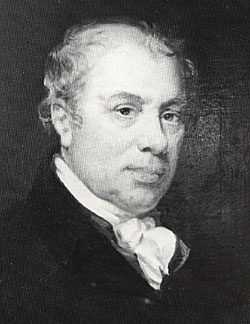
Alexander Macleay

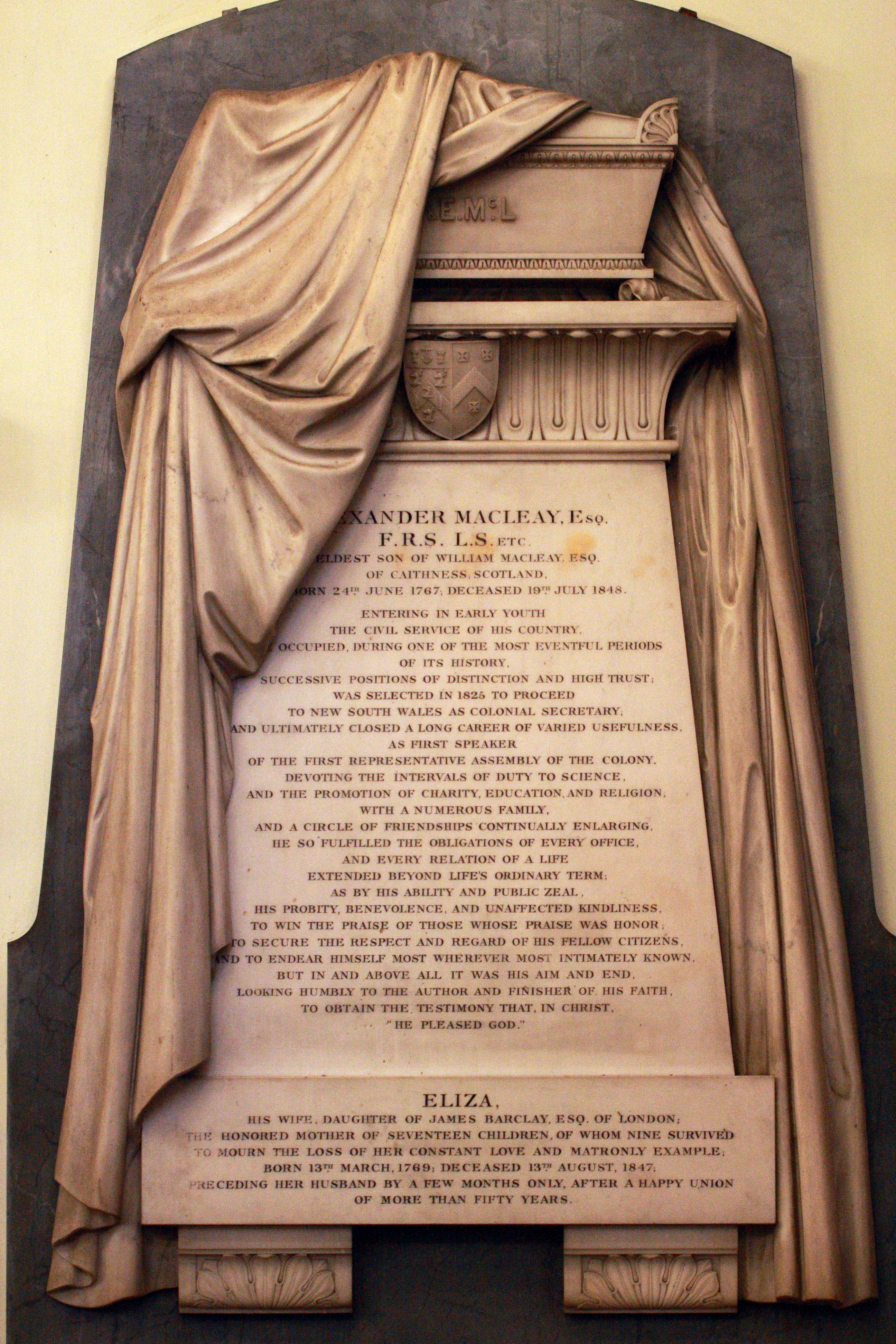
Erinnerungstafel St. James Church Sydney

Alexander Macleay (* 24. Juni 1767 in Ross-shire, Schottland; † 18. Juli 1848 in New South Wales) war ein britisch-australischer Politiker und Entomologe.

## Leben
Sein Vater William war Provost der Stadt Wick. Macleay erhielt eine gute Erziehung und wurde 1795 leitender Beamter im Amt für Kriegsgefangene. 1797 wurde er Leiter des Department of Correspondence des Transport Board der Royal Navy und von 1806 bis zu seiner Pensionierung 1818 dessen Sekretär. 1825 wurde er Kolonialsekretär für New South Wales, was er bis 1837 blieb, und lebte ab 1826 in Sydney. Von 1843 bis 1846 war er Sprecher der gesetzgebenden Versammlung. Er starb 1848 nach einem Kutschenunfall.
Er galt als exzellenter Entomologe und Botaniker (mit einem zu seiner Zeit bekannten Garten in seinem Haus in Elizabeth Bay mit seltenen Pflanzen), publizierte selbst aber nichts. Seine Insektensammlung (vor allem Schmetterlinge) war eine der besten privaten Sammlungen ihrer Zeit. Er sammelte auch Vogelbälge und schickte diese an die Linnean Society in London. Er gilt als einer der Gründer des Australian Museum.
Er war verheiratet (seine Frau Eliza Barclay starb 1847) und hatte 17 Kinder. Sein Sohn William Sharp Macleay war ebenfalls Entomologe und erbte seinen Landsitz bei Sydney (Elizabeth Bay House) und seine Sammlung.
Er war Fellow der Linnean Society of London (1795) und von 1798 bis 1825 deren Sekretär und er war Fellow der Royal Society.
Der Macleay River in Australien ist ebenso wie Graphium macleayanus, ein zu den Ritterfaltern zählender Schmetterling nach ihm benannt.